# Список эпизодов телесериала «Смертельное оружие»
Список эпизодов американского телесериала «Смертельное оружие», основанного на одноимённой серии фильмов, созданной Шейном Блэком. Премьера сериала состоялась на телеканале Fox 21 сентября 2016 года.

## Список эпизодов
| Сезоны | Сезоны | Эпизоды | Оригинальная дата показа | Оригинальная дата показа |
| Сезоны | Сезоны | Эпизоды | Премьера сезона          | Финал сезона             |
| ------ | ------ | ------- | ------------------------ | ------------------------ |
|        | 1      | 18      | 21 сентября 2016         | 15 марта 2017            |
|        | 2      | 22      | 26 сентября 2017         | 8 мая 2018               |
|        | 3      | 15      | 25 сентября 2018         | 26 февраля 2019          |

## Список серий

### Сезон 1 (2016—2017)
| № общий | № в сезоне | Название                                                   | Режиссёр        | Автор сценария                                           | Дата премьеры    | Произв. код | Зрители в США (млн) |
| ------- | ---------- | ---------------------------------------------------------- | --------------- | -------------------------------------------------------- | ---------------- | ----------- | ------------------- |
| 1       | 1          | «Пилот» «Pilot»                                            | Макджи          | Сюжет: Мэтт Миллер и Шейн Блэк Телесценарий: Мэтт Миллер | 21 сентября 2016 | T15.10138   | 7,93                |
| 2       | 2          | «Чипсы и соус» «Surf N Turf»                               | Макджи          | Мэтт Миллер                                              | 28 сентября 2016 | T13.20102   | 7,23                |
| 3       | 3          | «Лучшие приятели» «Best Buds»                              | Стив Бойум      | Джин Хонг                                                | 5 октября 2016   | T13.20103   | 6,62                |
| 4       | 4          | «По соседству» «There Goes the Neighborhood»               | Джейсон Энслер  | Адель Лим                                                | 12 октября 2016  | T13.20104   | 6,84                |
| 5       | 5          | «Пролитое молоко» «Spilt Milk»                             | Ларри Тенг      | Шимус Кевин Фейхи                                        | 19 октября 2016  | T13.20105   | 6,66                |
| 6       | 6          | «Узы, которые связывают» «Ties That Bind»                  | Антонио Негрет  | Эрик Маунтин                                             | 9 ноября 2016    | T13.20106   | 7,02                |
| 7       | 7          | «Полиция моды» «Fashion Police»                            | Роб Шейденгланц | Кайл Уоррен                                              | 16 ноября 2016   | T13.20107   | 6,60                |
| 8       | 8          | «Могу ли я получить подтверждение?» «Can I Get a Witness?» | Джейсон Энслер  | Аманда Грин                                              | 30 ноября 2016   | T13.20108   | 6,43                |
| 9       | 9          | «Новогодние игрушки» «Jingle Bell Glock»                   | Стив Бойум      | Джо Смит                                                 | 7 декабря 2016   | T13.20110   | 6,26                |
| 10      | 10         | «Домоседы» «Homebodies»                                    | Майкл Филдс     | Алекс Тауб                                               | 4 января 2017    | T13.20111   | 6,30                |
| 11      | 11         | «Законник» «Lawmen»                                        | Сильвен Уайт    | Энди Каллахэн                                            | 11 января 2017   | T13.20109   | 6,48                |
| 12      | 12         | «Братская любовь» «Brotherly Love»                         | Ута Бризевиц    | Стэйси А. Литтлджон                                      | 18 января 2017   | T13.20112   | 6,29                |
| 13      | 13         | «Сломанная печать» «The Seal is Broken»                    | Натан Хоуп      | Адель Лим и Джини Хонг                                   | 25 января 2017   | T13.20113   | 6,28                |
| 14      | 14         | «Досье Мёрто» «The Murtaugh File»                          | Мэтт Барбер     | Шимус Кевин Фейхи                                        | 8 февраля 2017   | T13.20114   | 6,25                |
| 15      | 15         | «Как хорошо, что это Гетц» «As Good As It Getz»            | Ник Копус       | Роб Райт                                                 | 15 февраля 2017  | T13.20115   | 6,37                |
| 16      | 16         | «Излишняя грубость» «Unnecessary Roughness»                | Бетани Руни     | Лора Путни и Маргарет Илси                               | 22 февраля 2017  | T13.20116   | 6,26                |
| 17      | 17         | «Проблема с Марией» «A Problem Like Maria»                 | Роб Бэйли       | Алекс Тауб                                               | 8 марта 2017     | T13.20117   | 5,93                |
| 18      | 18         | «Начало» «Commencement»                                    | Стив Бойум      | Мэтт Миллер и Кайл Уоррен                                | 15 марта 2017    | T13.20118   | 6,02                |

### Сезон 2 (2017—2018)
| № общий | № в сезоне | Название                                                          | Режиссёр                | Автор сценария                   | Дата премьеры    | Произв. код | Зрители в США (млн) |
| --- | ---------- | ----------------------------------------------------------------- | ----------------------- | -------------------------------- | ---------------- | ----------- | ------------------- |
| 19 | 1          | «Сумасшедший гринго» «El Gringo Loco»                             | Стив Бойум              | Мэтт Миллер и Кайл Уоррен        | 26 сентября 2017 | T13.20701   | 4,37                |
| Мерта останавливает Риггса, когда тот готовится пристрелить наркобарона Тито Флореса, ответственного за смерть Миранды. Он убеждает Риггса вернуть Тито в США в багажнике своей машины. Когда они собираются это сделать, то обнаруживают, что Тито был убит в багажнике. |            |                                                                   |                         |                                  |                  |             |                     |
| 20 | 2          | «Согнувшись под грузом» «Dancing in September»                    | Роб Бэйли               | Алекс Тауб                       | 3 октября 2017   | T13.20702   | 4,10                |
| Расследуя смерть пластического хирурга, Риггс и Мерта выходят на след наркокольца. Риггс обращается к агенту Палмер, у которой возникли проблемы в работе после того, как она передала дело Тито Флореса Риггсу. АрДжей собирается в колледж и не особо хочет переезжать в общежитие в студенческом городке, пока не узнаёт, что там также проживают и девушки. |            |                                                                   |                         |                                  |                  |             |                     |
| 21 | 3          | «Рождён чтобы бегать» «Born to Run»                               | Натан Хоуп              | Стэйси А. Литтлджон              | 10 октября 2017  | T13.20703   | 3,89                |
| Риггс и Мерта вместе с молодым детективом Заком Боуменом (Эндрю Крер), расследуют убийство телохранителя знаменитой поп-певицы Шаи (Джоджо). Детективы раскрывают тайные отношения между Шаей и убитым телохранителем, а также ещё и большую тайну из прошлого девушки. Между тем, Риггс и Палмер пытаются сделать свои отношения хоть немного похожими на отношения обычной пары. |            |                                                                   |                         |                                  |                  |             |                     |
| 22 | 4          | «Случай в полете» «Flight Risk»                                   | Омар Мадха              | Шимус Кевин Фейхи                | 17 октября 2017  | T13.20704   | 3,79                |
| Человек, бывший аферистом всю свою жизнь, грабит пассажиров на частном самолете, пока тот находится в воздухе Затем он прыгает с парашютом, убивая одного из обворованных, защищаясь. Риггс и Мерта узнают, что мошенник смертельно болен и хочет поднять денег на своей последней афере, чтобы напоследок обеспечить дочери безбедную жизнь. Оказывается, полный алмазов что портфель, который он украл среди прочего, принадлежит преступникам. |            |                                                                   |                         |                                  |                  |             |                     |
| 23 | 5          | «Пусть будет как будет» «Let it Ride»                             | Эрик Ланёвилль          | Роб Райт                         | 31 октября 2017  | T13.20705   | 4,06                |
| Риггс и Мерта вместе с Боуменом и Бэйли расследуют смерть друга Лео Гетса, Говарда, во время скачек. Хотя на первый взгляд Говард умер от инсульта, Гетс убеждён, что его убили; после вскрытия Скорсезе подтверждает его версию. Между тем, власти эвакуируют фургон Риггса с пляжа, что заставляет его вновь переживать болезненные моменты детства. |            |                                                                   |                         |                                  |                  |             |                     |
| 24 | 6          | «Золотая лихорадка» «Gold Rush»                                   | Стив Бойум              | Теренс Пол Уинтер                | 14 ноября 2017   | T13.20706   | 3,84                |
| 25 | 7          | «Любование девушками» «Birdwatching»                              | Салли Ричардсон-Уитфилд | Элизабет Бил                     | 21 ноября 2017   | T13.20707   | 3,86                |
| 26 | 8          | «Разброд и шатание» «Fork-Getta-Bout-It»                          | Мэтт Барбер             | Майкл К. Мартин и Джо Смит       | 28 ноября 2017   | T13.20708   | 4,89                |
| 27 | 9          | «Поспешишь…» «Fools Rush In»                                      | Эрик Ланёвилль          | Кайл Уоррен и Эйлин Джонс        | 5 декабря 2017   | T13.20709   | 4,50                |
| 28 | 10         | «Разрушить замки» «Wreck the Halls»                               | Стив Бойум              | Кэти Варни                       | 12 декабря 2017  | T13.20710   | 4,08                |
| 29 | 11         | «Лихие деньги» «Funny Money»                                      | Натан Хоуп              | Алекс Тауб                       | 2 января 2018    | T13.20711   | 4,55                |
| 30 | 12         | «Копание в грязном белье» «Diggin' Up Dirt»                       | Майя Врвило             | Шимус Кевин Фейхи и Джо Смит     | 9 января 2018    | T13.20712   | 4,26                |
| 31 | 13         | «Лучшая жизнь за счет таблеток» «Better Living Through Chemistry» | Роб Бэйли               | Зев Бороу                        | 16 января 2018   | T13.20713   | 5,03                |
| 32 | 14         | «Двойной выстрел Бэйли» «Double Shot of Baileys»                  | Джон Беринг             | Стэйси А. Литтлджон              | 23 января 2018   | T13.20714   | 4,55                |
| 33 | 15         | «Смертельное оружие» «An Inconvenient Ruth»                       | Ларри Тенг              | Кайл Уоррен                      | 6 февраля 2018   | T13.20715   | 4,35                |
| 34 | 16         | «Без жалости» «Ruthless»                                          | Силвер Три              | Карлос Джакотт                   | 27 февраля 2018  | T13.20716   | 4,13                |
| 35 | 17         | «Странная пара» «The Odd Couple»                                  | Ларри Тенг              | Элизабет Дэвис Бил и Эйлин Джонс | 6 марта 2018     | T13.20717   | 4,00                |
| 36 | 18         | «Фрэнки приезжает в Голливуд» «Frankie Comes to Hollywood»        | Джон Беринг             | Дэвид Фьюри                      | 10 апреля 2018   | T13.20718   | 4,14                |
| Около 16 лет назад наёмный убийца Фрэнки Келсо (Джуд Чикколелла) решил проявить милосердие в отношении Мерта после того, как последний попытался арестовать его на месте убийства. В настоящем Мерта распознаёт стиль Келсо на месте очередного убийства. Он почти арестовывает Келсо, но последний берёт верх и Мерта оказывается у него в заложниках. Келсо настаивает на том, что он ушёл на пенсию и что кто-то подставил его. Риггс узнаёт, что один человек из контактов Келсо сидел в тюрьме вместе с его отцом Натаном (Рекс Линн). Затем Риггс неохотно обращается к отцу, чтобы получить информацию, необходимую ему для спасения Мерта. Однако его действия заставляют бандитов объявить войну отцу Риггса, напав на него в тюрьме.                                             |            |                                                                   |                         |                                  |                  |             |                     |
| 37 | 19         | «Лео женится» «Leo Getz Hitched»                                  | Ник Копус               | Роб Райт                         | 17 апреля 2018   | T13.20719   | 3,59                |
| Лео женится на бывшей аферистке Нине (Шакира Баррера), но она выходит под залог в день свадьбы. Риггс и Мерта находят её с группой преступников, пытающихся выгрузить мешок с кокаином, который «упал» в её кошелёк в покерной игре с высокими ставками под управлением известного бандита. В то же время Риггс узнает, что Молли встретилась со своим бывшим мужем Джейком, который все ещё находится в бегах, и что Джейк был в той игре в покер. Когда Риггс находит Джейка, последний говорит, что он планирует ограбить сейф в покерной игре с двумя другими заговорщиками. Тем временем Мерта обезумел, найдя положительный тест на беременность в мусорном ведре у своего дома. |            |                                                                   |                         |                                  |                  |             |                     |
| 38 | 20         | «Девушка Джесси» «Jesse's Girl»                                   | Клейн Кроуфорд          | Шимус Кевин Фейхи и Джо Смит     | 24 апреля 2018   | T13.20720   | 4,28                |
| В результате ограбления особняка погибает человек, и Роджер с Триш с удивлением узнают, что Риана может быть вовлечена. Оказывается, Фиби, сестра нового бойфренда Джесси (Дэниел Дивенера), заполучила украденные бриллианты и стала мишенью убийцы и грабителя. Тем временем Риггс пытается быть хорошим отцом для Бена, так как вспоминает то, что он и Молли обсуждали в подростковом возрасте. |            |                                                                   |                         |                                  |                  |             |                     |
| 39 | 21         | «Семейные узы» «Family Ties»                                      | Ник Копус               | Алекс Тауб                       | 1 мая 2018       | T13.20721   | 3,09                |
| Когда Эйвери уезжает на конференцию, Мерта назначают временным капитаном. Его первое дело касается похищения Лизы Конлон, жены фармацевтического магната. Риггс вынужден привлечь к делу отца, когда выясняется, что за преступлением стоит Арийское братство Техаса. Во время расследования Риггс узнаёт, что у него есть 19-летний сводный брат Гарретт (Питер Ковентри Смит), который помогает братству. В обмен на помощь отец Риггса досрочно выходит из тюрьмы. Его слова доказывают Риггсу, что он спланировал похищение, чтобы выйти из тюрьмы. Между тем, комиссар Дебра рассказывает Мерта, что его повышают до штатного капитана, поскольку Эйвери не вернётся. |            |                                                                   |                         |                                  |                  |             |                     |
| 40 | 22         | «Ещё один день» «One Day More»                                    | Стив Бойум              | Мэтт Миллер и Кэти Варни         | 8 мая 2018       | T13.20722   | 3,15                |
| В то время как Мерта посещает Риггса, трейлер последнего расстреливают два мужчины на мотоциклах. Расследование ведёт к Гранту Давенпорту, где Риггс и Мерта обнаруживают, что отец Риггса является его бывшим телохранителем. Позже подозреваемый говорит Риггсу, что Метра был целью перестрелки, а старший партнёр в фирме Триш отмывал деньги для Арийского братства Техаса. Отец Риггса сразу же похищает Триш. Риггс и Метра выпускают сводного брата Риггса, чтобы обменять его на Триш. Во время обмена Мерта удаётся спасти Триш, Риггс убивает своего отца, а сводный брат Риггса сбегает. Во время празднования, Риггс говорит Триш, что он возвращается в Техас с Молли и Беном, однако во время посещения могилы жены, появляется его сводный брат и стреляет Риггсу в грудь. |            |                                                                   |                         |                                  |                  |             |                     |

### Сезон 3 (2018—2019)
| № общий | № в сезоне | Название                                           | Режиссёр          | Автор сценария              | Дата премьеры    | Произв. код | Зрители в США (млн) |
| ------- | ---------- | -------------------------------------------------- | ----------------- | --------------------------- | ---------------- | ----------- | ------------------- |
| 41      | 1          | «В одной лодке» «In the Same Boat»                 | Ник Копус         | Мэтт Миллер и Джо Смит      | 25 сентября 2018 | T13.21301   | 3,43                |
| 42      | 2          | «То, что нужно знать» «Need to Know»               | Клаудия Ярми      | Алекс Тауб                  | 2 октября 2018   | T13.21302   | 3,15                |
| 43      | 3          | «Проблема с лото» «A Whole Lotto Trouble»          | Стив Бойум        | Кайл Уоррен                 | 9 октября 2018   | T13.21303   | 2,94                |
| 44      | 4          | «Справедливость по Гетсу» «Leo Getz Justice»       | Ник Копус         | Ариана Джексон              | 16 октября 2018  | T13.21304   | 2,86                |
| 45      | 5          | «Найти картину» «Get the Picture»                  | Роб Бэйли         | Билл Каллахан               | 30 октября 2018  | T13.21305   | 2.67                |
| 46      | 6          | «Панама» «Panama»                                  | Киша Шарп         | Шимус Кевин Фейхи           | 6 ноября 2018    | T13.21306   | 3.03                |
| 47      | 7          | «Бали» «Bali»                                      | Роб Бэйли         | Кэти Варни и Эйлин Джонс    | 13 ноября 2018   | T13.21307   | 2.79                |
| 48      | 8          | «Какой шалун» «What the Puck»                      | Эйприл Маллен     | Норман Моррилл              | 27 ноября 2018   | T13.21308   | 3.00                |
| 49      | 9          | «Неудачное Рождество» «Bad Santas»                 | Джон Беринг       | Алекс Тауб                  | 4 декабря 2018   | T13.21309   | 2.89                |
| 50      | 10         | «Что-то будет» «There Will Be Bud»                 | Нэйтан Хоуп       | Билл Каллахан               | 1 января 2019    | T13.21310   | 3.38                |
| 51      | 11         | «Позовите Мёрто» «Dial M for Murtaugh»             | Джей Чандрашекхар | Кайл Уоррен                 | 8 января 2019    | T13.21311   | 3.23                |
| 52      | 12         | «Роджер и я» «The Roger and Me»                    | Эрик Ланёвилль    | Ариана Джексон и Джо Смит   | 15 января 2019   | T13.21312   | 3.07                |
| 53      | 13         | «Безобразный койот» «Coyote Ugly»                  | Мэтт Барбер       | Шимус Кевин Фейхи           | 12 февраля 2019  | T13.21313   | 3.11                |
| 54      | 14         | «"Игра в труса"» «A Game of Chicken»               | Эрик Ланёвилль    | Алекс Тауб и Фелиция Иларио | 19 февраля 2019  | T13.21314   | 3.24                |
| 55      | 15         | «Шпион, который меня любил» «The Spy Who Loved Me» | Ник Копус         | Мэтт Миллер и Эйлин Джонс   | 26 февраля 2019  | T13.21315   | 3.06                |